# Ручниця

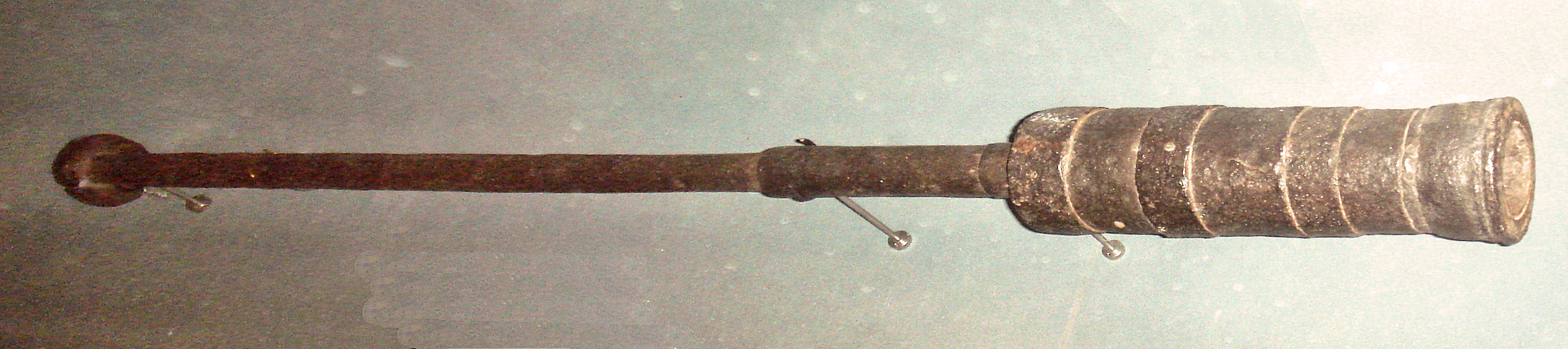
Ручниця кінця XIV ст.

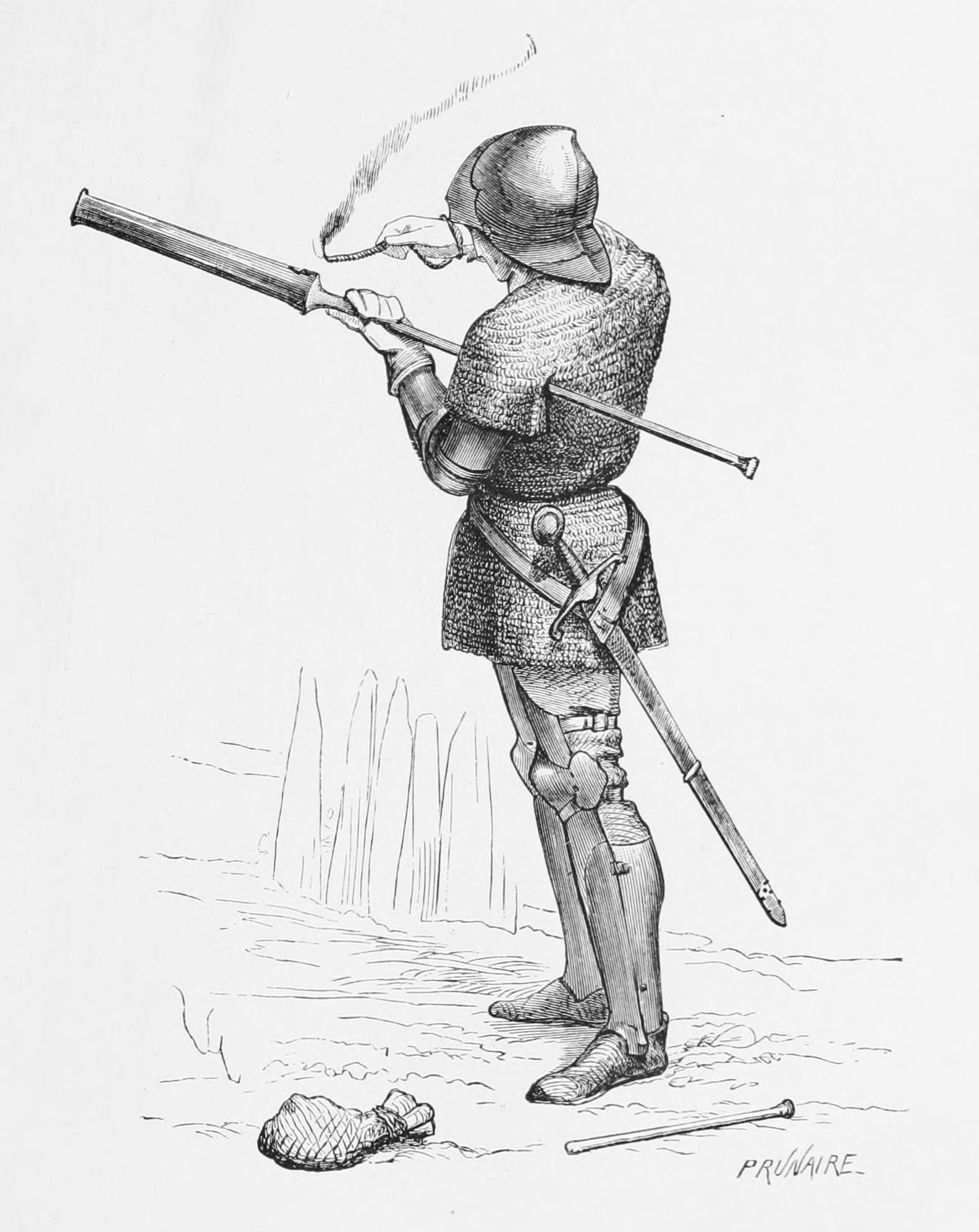
Вояк з ручницею

Ручни́ця (від чеськ. ručnice) — дульнозарядна рушниця, рання європейська ручна гладкоствольна вогнепальна зброя. З'явилася в другій половині XIV століття. Ствол виготовляли з кованих залізних смуг або відливали з бронзи. Калібр — від 12,5 до 25 мм. Пізніше прикріплювався до дерев'яної ложі. У XV столітті ручниці були витіснені аркебузами, на початку XVI століття — мушкетами.
Слово ručnice утворене від ruka — так називали малокаліберну зброю, яку можна було тримати в руках, на відміну від великокаліберних гармат. Від ručnice походить і сучасне «рушниця».
Така зброя називалася по-різному в різних країнах —  пищаль і ручниця у ВКЛ і на Московії (також гаківниця, з гаком для гасіння віддачі), ручна бомбарда (фр. bombarde portative) або кулеврина (фр. coulevrine) у Французькому королівстві, петриналь (італ. petrinale) в Італії, ручна гармата (англ. handgonne) в Королівстві Англія.
Вага до 8 кг, прицільна дальність стрільби до 150 м. Французькі кулеврини 14—16 століть мали довжину 1,2—2,4 м, важили 5—28 кг. Ручниці гуситів XV століття мали короткий залізний кований восьмигранний ствол калібру 26—33 мм на примітивному ложі; таборицькі ручниці мали калібр 15 мм, а їх ствол і ложе були вже припасовані один до одного.
На відміну від справжніх рушниць цей ранній вид ручної вогнепальної зброї ще не мав замка, а запалення заряду здійснювалося розжареним дротом або ґнотом. Нерідко з однією ручницею управлялися два стрільці: один тримав її обома руками, другий підносив запал. При стрільбі одним стрільцем він мусив встановлювати ствол на якусь опору, тримаючи в одній руці ложе, в другій дріт (ґніт) для запалення.
Поява «ручних бомбард» у другій половині XIV століття, зазначена, наприклад, в міській хроніці Перуджі, де міська влада замовили «50 бомбард довжиною з руку (22 — 24 см), які пробивають всякий обладунок». У хроніках ранні випадки бойового використання такої зброї зафіксовано, наприклад, Жаном Фруассаром у повідомленні про битву при Роозбеке 1382. Відома фреска 1343 року в монастирі Паола дзі Нери в Лечета близько Сієни, на якій обложники обстрілюють місто з примітивних ручниць.
З плином часу ручниці стали важливим бойовим фактором, наприклад, в гуситських війнах і Столітній війні; відомо, що в 1450 році французькі кулевриністи були реальною загрозою для англійських лучників. У 1430 року П'єроні Беллі описав дію куль, які «валять двох і навіть трьох людей, які не захищених обладунками». З'явилися і професіонали в стрільбі, такі, як якийсь метр Жан з Лотарингії, який підстрелив багато англійців під час облоги Руана (1428).
Серед ранніх уцілілих моделей — бронзовий ствол довжиною 281 мм з руїн замку Таненберг в Гессені (зруйнованого в 1399), гаківниця з чеського замка Ведельспанг (1400), яка, можливо, була зроблена в Данії або Німеччині і зберігалася в Копенгагені.
Ручниці були відносно дешевою й простою у виготовленні зброєю (зброярі нерідко застосовували для стволів бронзу або латунь). Виробництво ручниць було неуніфікованим, що приводило до складнощів при заряджанні. Винахід зерненого пороху, покращення якості куль й поява полички привели до створення наприкінці XV ст. зручнішої порівняно з ручницею аркебузи.